# Priyasakhi
Priyasakhi – tamilski dramat rodzinny i miłosny z 2005 roku. W rolach głównych Madhavan i Sadha. To drugi już (obok Hum Tumhare Hain Sanam z SKR) dramat K.S. Adiyamana, w którym zajmuje on się kryzysem małżeńskim zagrożonym rozwodem. W filmie pokazano konflikt między tradycyjnym modelem wielopokoleniowej rodziny a nowoczesnymi wartościami przejmowanymi w miastach od Zachodu. Podjęto tu też rzadki w indyjskim kinie, a przecież obecny w rzeczywistości, problem aborcji. Film jest obroną wartości rodziny i małżeństwa.
Adiyaman ten sam scenariusz zrealizował w hindi (z Salman Khanem i Shilpa Shetty (Shaadi Karke Phas Gaya Yaar).

## Fabuła
Santana Krishan, zwany Sakhi (Madhavan), manager w firmie samochodowej podczas wyjazdu służbowego do Dubaju poznaje dorabiającą w reklamie modelkę Priyi (Sadha). Zachwycony nią używa podstępu do zdobycia jej serca. Do domu wracają przysięgając sobie miłość na całe życie, jednak rządząca despotycznie w swojej rodzinie  matka Priyi (Aishwarya) ma wątpliwości. Nie podoba jej się, że rodziny Sakhi i Priyi tak bardzo różnią się między sobą. Razi ją, że Sakhi pochodzi  z tradycyjnej hinduskiej rodziny, która dzień zaczyna od modlitwy i błogosławieństwa. Sama matka Priyi kuso ubrana szaleje jak nastolatka na dyskotece zostawiając w domu chorego męża. Gdy jednak młodzi upierają się, że nie chcą bez siebie żyć, dochodzi do ślubu. Po ślubie Priya wprowadza się do wielopokoleniowej rodziny męża. Ku rozczarowaniu matki, siostry i bratowej Sakhiego, nie ma zamiaru odciążyć je w gotowaniu. Wychowana w nowobogackiej  rodzinie oczekuje, że to jej się będzie podawać. Tradycyjnie nastawioną rodzinę szokuje też swoboda jej strojów. Ona ze swojej strony źle się czuje w rodzinie, gdzie więzi są tak bliskie, że nawet do kina nie idzie się tylko z mężem. Domaga się od niego oddzielenia się od rodziny. To powoduje pierwszy konflikt w jej małżeństwie. Napięcie między małżonkami rośnie. Priya zbyt wiele rzeczy widzi inaczej niż rodzina, do której ma się dopasować. Do wybuchu dochodzi, gdy okazuje się, że Priya spodziewa się dziecka. Rodzinę ogarnia radość, wszyscy obdarowują się słodyczami. Sakhi jest uszczęśliwiony. Wstrząsem dla niego jest więc wahanie niegotowej jeszcze na macierzyństwo Priyi, myśl o aborcji. Matka Priyi, Anita, podtrzymuje w niej wątpliwości. Uzgadnia dla niej termin aborcji. Interwencja Sakhi powstrzymuje zabieg, ale małżeństwo rozpada się. W trakcie rozpadu Sakhi walczy o zatrzymanie przy sobie swego dziecka.

## Obsada
- Madhavan – Santhana 'Sakhi' Krishnan
- Sadha – Priya
- Aishwarya – matka Priyi
- Prathap K. Pothan – ojciec Priyi
- Ramesh Kannaa
- Gayathri Lakshmi
- Madhubala – Bublu
- Manobala
- Rajyalakshmi
- Sri Ranjani
- Kovai Sarala – D.B.G.S.P.G Kovai Sarala

## Muzyka i piosenki
- Kangalinaal
- Priyasakhi
- Mudhal Mudhal
- Chinna Maharani
- Anbu Alaipayudhae
- Mudhal Mudha